# ATP St. Pölten 2002 - Qualificazioni singolare
Le qualificazioni del singolare  dell'ATP St. Pölten 2002 sono state un torneo di tennis preliminare per accedere alla fase finale della manifestazione. I vincitori dell'ultimo turno sono entrati di diritto nel tabellone principale. In caso di ritiro di uno o più giocatori aventi diritto a questi sono subentrati i lucky loser, ossia i giocatori che hanno perso nell'ultimo turno ma che avevano una classifica più alta rispetto agli altri partecipanti che avevano comunque perso nel turno finale.
Le qualificazioni del torneo ATP St. Pölten 2002 prevedevano 32 partecipanti di cui 4 sono entrati nel tabellone principale.

## Teste di serie
1. Flávio Saretta (ultimo turno)
2. Vince Spadea (Qualificato)
3. Michael Russell (Qualificato)
4. Bob Bryan (Qualificato)

1. Alexander Peya (primo turno)
2. Christian Vinck (primo turno)
3. Petr Dezort (primo turno)
4. Francisco Costa (ultimo turno)

## Qualificati
1. Robin Söderling
2. Vince Spadea

1. Michael Russell
2. Bob Bryan

## Tabellone

### Legenda
| - Q = Qualificato - WC = Wild card - LL = Lucky loser | - ALT = Alternate - SE = Special Exempt - PR = Protected Ranking | - w/o = Walkover - r = Ritirato - d = Squalificato |

### Sezione 1
|  | Primo turno     | Primo turno       | Primo turno       | Primo turno | Primo turno |  |  | Secondo turno     | Secondo turno     | Secondo turno  | Secondo turno   | Secondo turno   |   |   | Ultimo turno | Ultimo turno   | Ultimo turno   | Ultimo turno | Ultimo turno |  |
|  |                 |                   |                   |             |             |  |  |                   |                   |                |                 |                 |   |   |              |                |                |              |              |  |
|  | 1               | Flávio Saretta    | Flávio Saretta    | 6           | 6           |  |  |                   |                   |                |                 |                 |   |   |              |                |                |              |              |  |
|  |                 | Oliver Marach     | Oliver Marach     | 4           | 3           |  |  | 1                 | Flávio Saretta    | Flávio Saretta | 6               | 6               |   |   |              |                |                |              |              |  |
|  | Johan Örtegren  | Johan Örtegren    | Johan Örtegren    | 6           | 7           |  |  |                   | Johan Örtegren    | Johan Örtegren | 2               | 4               |   |   |              |                |                |              |              |  |
|  | Patricio Arquez | Patricio Arquez   | Patricio Arquez   | 3           | 65          |  |  |                   |                   |                |                 |                 |   |   | 1            | Flávio Saretta | Flávio Saretta | 2            | 0r           |  |
|  | Robin Söderling | Robin Söderling   | Robin Söderling   | 7           | 7           |  |  |                   |                   |                | Robin Söderling | Robin Söderling | 6 | 2 |              |                |                |              |              |  |
|  | Robin Vik       | Robin Vik         | Robin Vik         | 64          | 5           |  |  | Robin Söderling   | Robin Söderling   | 7              | 2               | 6               |   |   |              |                |                |              |              |  |
|  |                 | Fernando Verdasco | Fernando Verdasco | 6           | 6           |  |  | Fernando Verdasco | Fernando Verdasco | 5              | 6               | 3               |   |   |              |                |                |              |              |  |
|  | 6               | Christian Vinck   | Christian Vinck   | 2           | 2           |  |  |                   |                   |                |                 |                 |   |   |              |                |                |              |              |  |

### Sezione 2
|  | Primo turno            | Primo turno            | Primo turno      | Primo turno | Primo turno |  |  | Secondo turno   | Secondo turno     | Secondo turno     | Secondo turno | Secondo turno |   |   | Ultimo turno | Ultimo turno | Ultimo turno | Ultimo turno | Ultimo turno |  |
|  |                        |                        |                  |             |             |  |  |                 |                   |                   |               |               |   |   |              |              |              |              |              |  |
|  | 2                      | Vince Spadea           | Vince Spadea     | 6           | 6           |  |  |                 |                   |                   |               |               |   |   |              |              |              |              |              |  |
|  |                        | Max Raditschnigg       | Max Raditschnigg | 2           | 1           |  |  | 2               | Vince Spadea      | Vince Spadea      | 6             | 6             |   |   |              |              |              |              |              |  |
|  | Konstantin Gruber      | Konstantin Gruber      | 7                | 3           | 7           |  |  |                 | Konstantin Gruber | Konstantin Gruber | 3             | 2             |   |   |              |              |              |              |              |  |
|  | Gabriel Trujillo Soler | Gabriel Trujillo Soler | 63               | 6           | 63          |  |  |                 |                   |                   |               |               |   |   | 2            | Vince Spadea | Vince Spadea | 7            | 6            |  |
|  | Mike Bryan             | Mike Bryan             | Mike Bryan       | 7           | 7           |  |  |                 |                   |                   | Mike Bryan    | Mike Bryan    | 5 | 1 |              |              |              |              |              |  |
|  | Juan Giner             | Juan Giner             | Juan Giner       | 5           | 5           |  |  | Mike Bryan      | Mike Bryan        | Mike Bryan        | 6             | 7             |   |   |              |              |              |              |              |  |
|  |                        | Markus Kanellos        | Markus Kanellos  | 6           | 7           |  |  | Markus Kanellos | Markus Kanellos   | Markus Kanellos   | 3             | 64            |   |   |              |              |              |              |              |  |
|  | 7                      | Petr Dezort            | Petr Dezort      | 3           | 64          |  |  |                 |                   |                   |               |               |   |   |              |              |              |              |              |  |

### Sezione 3
|  | Primo turno            | Primo turno            | Primo turno     | Primo turno | Primo turno |  |  | Secondo turno          | Secondo turno          | Secondo turno   | Secondo turno          | Secondo turno          |    |   | Ultimo turno | Ultimo turno    | Ultimo turno    | Ultimo turno | Ultimo turno |  |
|  |                        |                        |                 |             |             |  |  |                        |                        |                 |                        |                        |    |   |              |                 |                 |              |              |  |
|  | 3                      | Michael Russell        | Michael Russell | 6           | 7           |  |  |                        |                        |                 |                        |                        |    |   |              |                 |                 |              |              |  |
|  |                        | Luben Pampoulov        | Luben Pampoulov | 4           | 5           |  |  | 3                      | Michael Russell        | Michael Russell | 6                      | 6                      |    |   |              |                 |                 |              |              |  |
|  | Solon Peppas           | Solon Peppas           | Solon Peppas    | 7           | 7           |  |  |                        | Solon Peppas           | Solon Peppas    | 4                      | 2                      |    |   |              |                 |                 |              |              |  |
|  | Roko Karanušić         | Roko Karanušić         | Roko Karanušić  | 65          | 6           |  |  |                        |                        |                 |                        |                        |    |   | 3            | Michael Russell | Michael Russell | 7            | 6            |  |
|  | Emilio Benfele Álvarez | Emilio Benfele Álvarez | 3               | 6           | 6           |  |  |                        |                        |                 | Emilio Benfele Álvarez | Emilio Benfele Álvarez | 68 | 0 |              |                 |                 |              |              |  |
|  | Tomáš Cakl             | Tomáš Cakl             | 6               | 3           | 4           |  |  | Emilio Benfele Álvarez | Emilio Benfele Álvarez | 4               | 6                      | 6                      |    |   |              |                 |                 |              |              |  |
|  |                        | Orlin Stanojčev        | 2               | 7           | 6           |  |  | Orlin Stanojčev        | Orlin Stanojčev        | 6               | 4                      | 4                      |    |   |              |                 |                 |              |              |  |
|  | 5                      | Alexander Peya         | 6               | 5           | 2           |  |  |                        |                        |                 |                        |                        |    |   |              |                 |                 |              |              |  |

### Sezione 4
|  | Primo turno        | Primo turno          | Primo turno     | Primo turno | Primo turno |  |  | Secondo turno | Secondo turno      | Secondo turno      | Secondo turno   | Secondo turno   |    |   | Ultimo turno | Ultimo turno | Ultimo turno | Ultimo turno | Ultimo turno |  |
|  |                    |                      |                 |             |             |  |  |               |                    |                    |                 |                 |    |   |              |              |              |              |              |  |
|  | 4                  | Bob Bryan            | Bob Bryan       | 7           | 6           |  |  |               |                    |                    |                 |                 |    |   |              |              |              |              |              |  |
|  |                    | Lars Übel            | Lars Übel       | 62          | 3           |  |  | 4             | Bob Bryan          | Bob Bryan          | 6               | 6               |    |   |              |              |              |              |              |  |
|  | Herbert Wiltschnig | Herbert Wiltschnig   | 4               | 6           | 6           |  |  |               | Herbert Wiltschnig | Herbert Wiltschnig | 0               | 2               |    |   |              |              |              |              |              |  |
|  | Marcus Sarstrand   | Marcus Sarstrand     | 6               | 3           | 4           |  |  |               |                    |                    |                 |                 |    |   | 4            | Bob Bryan    | Bob Bryan    | 7            | 6            |  |
|  | Ján Krošlák        | Ján Krošlák          | Ján Krošlák     | 6           | 6           |  |  |               |                    | 8                  | Francisco Costa | Francisco Costa | 63 | 4 |              |              |              |              |              |  |
|  | Zbynek Mlynarik    | Zbynek Mlynarik      | Zbynek Mlynarik | 3           | 4           |  |  |               | Ján Krošlák        | Ján Krošlák        | 4               | 1               |    |   |              |              |              |              |              |  |
|  | 8                  | Francisco Costa      | 5               | 6           | 6           |  |  | 8             | Francisco Costa    | Francisco Costa    | 6               | 6               |    |   |              |              |              |              |              |  |
|  |                    | Javier García Sintes | 7               | 1           | 2           |  |  |               |                    |                    |                 |                 |    |   |              |              |              |              |              |  |